# Olympische Winterspiele 2010/Teilnehmer (Lettland)
| Gelbes Symbol für Goldmedaillen mit stilisierten Olympischen Ringen | Graues Symbol für Silbermedaillen mit stilisierten Olympischen Ringen | Braundes Symbol für Bronzemedaillen mit stilisierten Olympischen Ringen |
| ------------------------------------------------------------------- | --------------------------------------------------------------------- | ----------------------------------------------------------------------- |
| —                                                                   | 2                                                                     | —                                                                       |

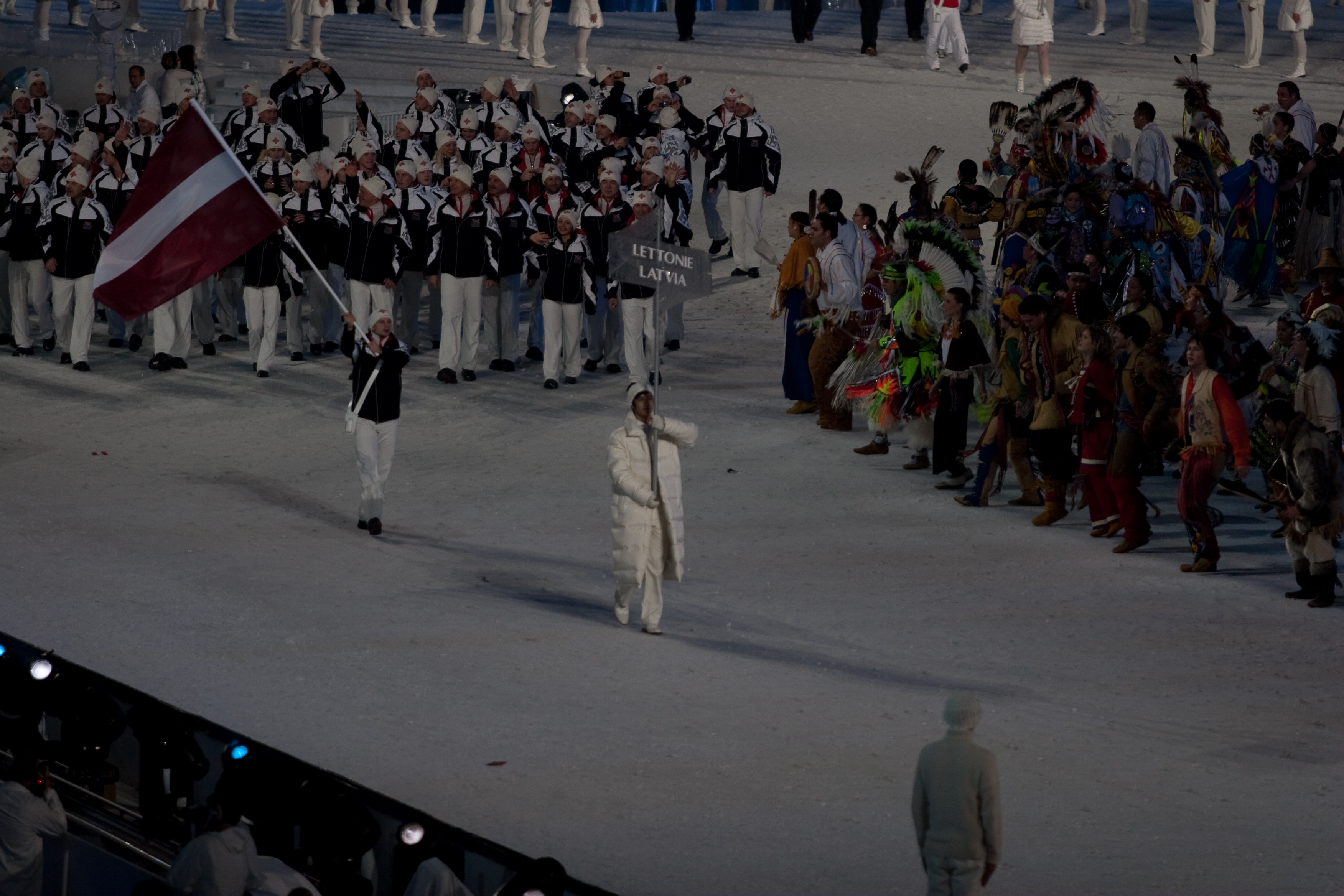
Einmarsch der lettischen Delegation

Lettland nahm an den Olympischen Winterspielen 2010 im kanadischen Vancouver mit 59 Sportlern in neun Sportarten teil.

## Medaillengewinner

### Silber
| Name               | Sportart   | Wettkampf    |
| ------------------ | ---------- | ------------ |
| Martins Dukurs     | Skeleton   | Skeleton     |
| Andris, Juris Šics | Rennrodeln | Doppelsitzer |

## Teilnehmer nach Sportarten

### Biathlon
| Männer - Ilmārs Bricis - Kaspars Dumbris - Kristaps Lībietis - Edgars Piksons - Andrejs Rastorgujevs | Frauen - Līga Glāzere - Žanna Juškāne - Gerda Krūmiņa - Madara Līduma |

### Bob
Männer
- Mihails Arhipovs
- Raivis Broks
- Intars Dambis
- Daumants Dreiškens
- Edgars Maskalāns
- Oskars Melbārdis
- Jānis Miņins
- Pāvels Tulubjevs
- Uģis Žaļims

### Eishockey
Männer
Torhüter:
- Edgars Masaļskis (Dinamo Riga)
- Ervīns Muštukovs (Dinamo Riga)
- Sergejs Naumovs (Dinamo Riga)

Verteidiger:
- Oskars Bārtulis (Philadelphia Flyers)
- Guntis Galviņš (Dinamo Riga)
- Rodrigo Laviņš (Dinamo Riga)
- Georgijs Pujacs (HK Sibir Nowosibirsk)
- Krišjānis Rēdlihs (Dinamo Riga)
- Arvīds Reķis (Grizzly Adams Wolfsburg)
- Kārlis Skrastiņš (Dallas Stars)
- Kristaps Sotnieks (Dinamo Riga)

Stürmer:
- Ģirts Ankipāns (Dinamo Riga)
- Armands Bērziņš (Dinamo Riga)
- Mārtiņš Cipulis (Dinamo Riga)
- Lauris Dārziņš (Dinamo Riga)
- Kaspars Daugaviņš (Binghamton Senators)
- Mārtiņš Karsums (HK MWD Balaschicha)
- Gints Meija (Dinamo Riga)
- Aleksandrs Ņiživijs (Dinamo Riga)
- Miķelis Rēdlihs (Dinamo Riga)
- Aleksejs Širokovs (Amur Chabarowsk)
- Jānis Sprukts (Dinamo Riga)
- Herberts Vasiļjevs (Krefeld Pinguine)

### Eisschnelllauf
Männer
- Haralds Silovs
5000 m: 20. Platz

### Rennrodeln
| Männer - Oskars Gudramovičs - Pēteris Kalniņš - Inārs Kivlenieks - Guntis Rēķis - Mārtiņš Rubenis - Andris Šics - Juris Šics | Frauen - Agnese Koklača - Anna Orlova - Maija Tīruma |

### Shorttrack
Männer
- Haralds Silovs

### Skeleton
Männer
- Martins Dukurs
Silber
- Tomass Dukurs

### Ski Alpin
| Männer - Roberts Rode Abfahrt: 58. Platz - Kristaps Zvejnieks | Frauen - Liene Fimbauere |

### Skilanglauf
| Männer - Jānis Paipals | Frauen - Anete Brice |